# Chèo thuyền tại Thế vận hội Mùa hè 2008
Giải chèo thuyền tại Thế vận hội Mùa hè 2008 diễn ra từ ngày 9 đến ngày 17 tháng 8 năm 2008.

## Các nội dung thi đấu
Trong môn này có tất cả 14 nội dung (8 của nam và 6 của nữ) thi đấu:
- Thuyền hai chèo đơn nam
- Thuyền một chèo đôi nam
- Thuyền hai chèo đôi nam
- Thuyền một chèo bốn người nam
- Thuyền hai chèo bốn người nam
- Thuyền một chèo tám người nam
- Thuyền hai chèo đôi nam hạng nhẹ
- Thuyền một chèo bốn người nam hạng nhẹ
- Thuyền hai chèo đơn nữ
- Thuyền một chèo đôi nữ
- Thuyền hai chèo đôi nữ
- Thuyền hai chèo bốn người nữ
- Thuyền một chèo tám người nữ
- Thuyền hai chèo đôi nữ hạng nhẹ

## Xếp hạng theo quốc gia
| 1    | Anh Quốc (GBR)     | 2  | 2  | 2  | 6  |
| 2    | Úc (AUS)           | 2  | 1  | 0  | 3  |
| 3    | Canada (CAN)       | 1  | 1  | 2  | 4  |
| 4    | Hoa Kỳ (USA)       | 1  | 1  | 1  | 3  |
| 5    | Trung Quốc (CHN)   | 1  | 1  | 0  | 2  |
| 5    | Hà Lan (NED)       | 1  | 1  | 0  | 2  |
| 5    | Ba Lan (POL)       | 1  | 1  | 0  | 2  |
| 8    | New Zealand (NZL)  | 1  | 0  | 2  | 3  |
| 9    | Đan Mạch (DEN)     | 1  | 0  | 1  | 2  |
| 9    | România (ROU)      | 1  | 0  | 1  | 2  |
| 11   | Bulgaria (BUL)     | 1  | 0  | 0  | 1  |
| 11   | Na Uy (NOR)        | 1  | 0  | 0  | 1  |
| 13   | Đức (GER)          | 0  | 1  | 1  | 2  |
| 14   | Cộng hòa Séc (CZE) | 0  | 1  | 0  | 1  |
| 14   | Estonia (EST)      | 0  | 1  | 0  | 1  |
| 14   | Phần Lan (FIN)     | 0  | 1  | 0  | 1  |
| 14   | Hy Lạp (GRE)       | 0  | 1  | 0  | 1  |
| 14   | Ý (ITA)            | 0  | 1  | 0  | 1  |
| 19   | Belarus (BLR)      | 0  | 0  | 2  | 2  |
| 19   | Pháp (FRA)         | 0  | 0  | 2  | 2  |
| Tổng | Tổng               | 14 | 14 | 14 | 42 |

## Bảng huy chương
Nam
| Nội dung                                         | Vàng | Bạc | Đồng |
| ------------------------------------------------ | --- | --- | --- |
| Thuyền hai chèo đơn nam                          | Olaf Tufte · Na Uy | Ondřej Synek · Cộng hòa Séc | Mahe Drysdale · New Zealand |
| Thuyền hai chèo đôi nam                          | Úc (AUS) · David Crawshay · Scott Brennan | Estonia (EST) · Tõnu Endrekson · Jüri Jaanson | Anh Quốc (GBR) · Matthew Wells · Stephen Rowbotham · |
| Thuyền hai chèo đôi nam hạng nhẹ                 | Anh Quốc (GBR) · Zac Purchase · Mark Hunter | Hy Lạp (GRE) · Dimitrios Mougios · Vasileios Polymeros | Đan Mạch (DEN) · Mads Reinholdt Rasmussen · Rasmus Nicholai Quist Hansen                                                                                                |
| Thuyền hai chèo bốn nam                          | Ba Lan (POL) · Konrad Wasielewski · Marek Kolbowicz · Michał Jeliński · Adam Korol                                                                                | Ý (ITA) · Luca Agamennoni · Simone Venier · Rossano Galtarossa · Simone Raineri                                                                                              | Pháp (FRA) · Jonathan Coeffic · Pierre-Jean Peltier · Julien Bahain · Cédric Berrest                                                                                    |
| Thuyền một chèo đôi nam không người lái          | Úc (AUS) · Drew Ginn · Duncan Free | Canada (CAN) · David Calder · Scott Frandsen | New Zealand (NZL) · Nathan Twaddle · George Bridgewater |
| Thuyền một chèo bốn nam không người lái          | Anh Quốc (GBR) · Tom James · Steve Williams · Pete Reed · Andrew Triggs-Hodge                                                                                     | Úc (AUS) · Matt Ryan · James Marburg · Cameron McKenzie-McHarg · Francis Hegerty                                                                                             | Pháp (FRA) · Julien Desprès · Benjamin Rondeau · Germain Chardin · Dorian Mortelette                                                                                    |
| Thuyền một chèo bốn nam không người lái hạng nhẹ | Đan Mạch (DEN) · Thomas Ebert · Morten Jørgensen · Mads Christian Kruse Andersen · Eskild Ebbesen                                                                 | Ba Lan (POL) · Łukasz Pawłowski · Bartłomiej Pawełczak · Miłosz Bernatajtys · Paweł Rańda                                                                                    | Canada (CAN) · Iain Brambell · Jon Beare · Mike Lewis · Liam Parsons |
| Thuyền một chèo tám nam có người lái             | Canada (CAN) · Kevin Light · Ben Rutledge · Andrew Byrnes · Jake Wetzel · Malcolm Howard · Dominic Seiterle · Adam Kreek · Kyle Hamilton · Người lái: Brian Price | Anh Quốc (GBR) · Alex Partridge · Tom Stallard · Tom Lucy · Richard Egington · Josh West · Alastair Heathcote · Matthew Langridge · Colin Smith · Người lái: Acer Nethercott | Hoa Kỳ (USA) · Beau Hoopman · Matt Schnobrich · Micah Boyd · Wyatt Allen · Daniel Walsh · Steven Coppola · Josh Inman · Bryan Volpenhein · Người lái: Marcus McElhenney |

Nữ
| Nội dung                               | Vàng | Bạc | Đồng |
| -------------------------------------- | --- | --- | --- |
| Thuyền hai chèo đơn nữ                 | Rumyana Neykova · Bulgaria | Michelle Guerette · Hoa Kỳ | Ekaterina Karsten · Belarus |
| Thuyền hai chèo đôi nữ                 | New Zealand (NZL) · Georgina Evers-Swindell · Caroline Evers-Swindell                                                                                          | Đức (GER) · Annekatrin Thiele · Christiane Huth | Anh Quốc (GBR) · Elise Laverick · Anna Bebington |
| Thuyền hai chèo đôi nữ hạng nhẹ        | Hà Lan (NED) · Kirsten van der Kolk · Marit van Eupen | Phần Lan (FIN) · Sanna Sten · Minna Nieminen | Canada (CAN) · Melanie Kok · Tracy Cameron |
| Thuyền hai chèo bốn nữ                 | Trung Quốc (CHN) · Tang Bin · Jin Ziwei · Xi Aihua · Zhang Yangyang                                                                                            | Anh Quốc (GBR) · Annie Vernon · Debbie Flood · Frances Houghton · Katherine Grainger | Đức (GER) · Britta Oppelt · Manuela Lutze · Kathrin Boron · Stephanie Schiller                                                                                                   |
| Thuyền một chèo đôi nữ không người lái | România (ROU) · Georgeta Andrunache · Viorica Susanu | Trung Quốc (CHN) · Wu You · Gao Yulan | Belarus (BLR) · Yuliya Bichyk · Natallia Helakh |
| Thuyền một chèo tám nữ có người lái    | Hoa Kỳ (USA) · Erin Cafaro · Lindsay Shoop · Anna Goodale · Elle Logan · Anna Cummins · Susan Francia · Caroline Lind · Caryn Davies · Người lái: Mary Whipple | Hà Lan (NED) · Femke Dekker · Marlies Smulders · Nienke Kingma · Roline Repelaer van Driel · Annemarieke van Rumpt · Helen Tanger · Sarah Siegelaar · Annemiek de Haan · Người lái: Ester Workel | România (ROU) · Constanţa Burcică · Viorica Susanu · Rodica Şerban · Enikő Barabás · Simona Muşat · Ioana Papuc · Georgeta Andrunache · Doina Ignat · Người lái: Elena Georgescu |